# Atolmis unifascia
Atolmis unifascia là một loài bướm đêm thuộc phân họ Arctiinae, họ Erebidae.